# 豊の国宇佐市塾
　豊の国宇佐市塾（とよのくにうさしじゅく）は、大分県宇佐市において地域おこしの一環として地元の偉人や郷土史の研究を行なっている市民団体である。平松守彦大分県知事が提唱した「一村一品運動」から発展した大分県内各地での地域活性化に取り組む人材育成を目的として始まった「豊の国づくり塾」のうち、「豊の国づくり宇佐塾」を卒塾した旧宇佐市出身のメンバーが1987年に同塾を立ち上げた。その後、旧宇佐市内出身の偉人等に関する講演会の実施や出版物の発行等を行なっている。
　近年では、2012年からアメリカ国立公文書記録管理局（以下、NARAと略）に所蔵されているガンカメラ映像を始めとする米軍撮影映像や戦闘報告書を取り寄せ、撮影日時や場所等の特定を行なった上でメディアに公開するという活動にも取り組んでいる。

## 沿革
1985年　大分県主催「豊の国づくり宇佐塾」開講
1987年　「豊の国づくり宇佐塾」を卒塾し、「豊の国宇佐市塾」開塾
1988年　「横光利一の世界」開催（井上謙日本大学教授の講演や資料展）
1989年　「双葉山の世界」開催（時津風親方の講演や資料展）
1991年　「宇佐航空隊の世界1」開催（阿川弘之氏の講演や資料展）
1991年　「麻生豊の世界」開催（富永一郎氏の講演や資料展）
1992年　「宇佐航空隊の世界2」開催（須崎勝彌氏の講演）
1993年　横光利一の文学碑を宇佐市内の光岡城跡に建立
1994年　「南一郎平の世界」開催（富山和子立正大学教授の講演や資料展）
1995年　「宇佐航空隊の世界3」開催（鈴木英夫兼松相談役の講演や資料展）
1997年　「清瀬保二の世界」開催（オリジナル作品の演奏会）
1998年　「宇佐航空隊の世界4」開催（藤井治芳前建設省事務次官の講演や資料展）
2005年　「宇佐航空隊平和ウォーク」開始（以後、毎年5月に実施）
2012年　「宇佐航空隊の世界5」開催（湯野川守正氏と寺田晶氏の講演や資料展）
2018年　結成30周年の記念講演を開催（塾生による活動報告及び佐古忠彦氏や井上紀子氏によるパネルディスカッション）

## 出版物
- 『横光利一の世界』（1988年）
- 『双葉山の世界』（1989年）
- 『麻生豊の世界』（1991年）
- 『宇佐航空隊の世界Ⅰ』（1991年）
- 『宇佐航空隊の世界Ⅱ -さらなる証言-』（1992年）
- 『宇佐航空隊の世界Ⅲ -保存と伝承-』（1992年）
- 『南一郎平の世界 -疎水の父100年の夢-』（1994年）
- 『清瀬保二の世界 -民族派の音詩人を訪ねて-』（1997年）
- 『宇佐航空隊の世界Ⅳ -21世紀のわたしたちに-』（1998年）
- 『横光利一の世界Ⅱ』（2003年）
- 『宇佐航空隊の世界Ⅴ ~あらたなる一歩へ~』（2012年）

## ガンカメラ映像の解析と公開
豊の国宇佐市塾では、若手メンバー3人が中心となって2012年からNARAに所蔵されているガンカメラ映像を取り寄せ、その解析を行なっている。大半のガンカメラ映像のフィルムには、撮影した場所や日時、部隊等のキャプションが付されておらず、一見しただけではいつ、どこで、誰が、何を撮影したものが分からない場合が殆どである。そのため、空襲について触れたドキュメンタリー番組等でガンカメラ映像が使用される場合、空襲のイメージ映像としてしか用いられてこなかった。
　その様な中で同塾の若手メンバーは、私費でNARAからガンカメラ映像を取り寄せ、さらには解析作業に不可欠な航空写真や地図、米軍の戦闘報告書、日本側の様々な史資料等も収集し、それらを駆使して映像が撮影された年月日や場所、撮影した部隊等の特定を行なっている。解析作業が完了した一部の映像については、毎年5月に開催される「宇佐航空隊平和ウォーク」にて公開している。それに伴って、事前にメディア向けの記者会見を行って発表しているが、発表ペースが年1回程度のために未発表の映像がまだ多数残っている。そのため、それらの映像を今後も順次公開していく方針である。また、解析作業を主に担当している織田祐輔氏は、軍事月刊雑誌である『丸』の誌面上でガンカメラ映像に関する連載を行っている。
　なお、これまでに豊の国宇佐市塾が撮影日時や場所、部隊等を特定した上でメディアを通じて発表した映像は、下記の通りである（前述の『丸』誌面上に掲載されたものは含まない）。

### 九州地方
・大分県：海軍宇佐飛行場、海軍大分飛行場、海軍佐伯飛行場、特設対潜訓練隊所属の艦艇（呂五百潜ほか）、国東市の大分交通国東線の国東駅、臼杵市の造船所、水ノ子島灯台等
・福岡県：海軍築城飛行場、筑紫駅、荒木駅等
・佐賀県：久保田駅、牛津駅
・長崎県：長崎市の市街地、海軍大村飛行場
・熊本県：三菱重工業熊本航空機製作所、陸軍黒石原飛行場、陸軍菊池飛行場、東海カーボン田ノ浦工場、芦北町
・宮崎県：海軍宮崎飛行場、日豊本線一ツ瀬川橋梁、田野駅、山之口駅、陸軍都城西飛行場、宮崎市の内海港、都城市の市街地等
・鹿児島県：陸軍知覧飛行場、陸軍万世飛行場、海軍鹿児島飛行場、海軍出水飛行場、海軍鹿屋飛行場、海軍串良飛行場、鹿児島市の市街地、垂水市の市街地、薩摩川内市の市街地、海軍種子島飛行場、陸軍徳之島飛行場等
・沖縄県：海軍小禄飛行場、陸軍沖縄北飛行場、陸軍沖縄中飛行場、那覇市の首里城、海軍石垣島飛行場、陸軍石垣島飛行場、南大東島等

### 中国・四国地方
・広島県：日立造船因島工場と熊野丸、第11海軍航空廠、呉海軍工廠、海軍呉飛行場、天城、利根、大淀
・鳥取県：海軍美保飛行場、陸軍米子飛行場
・香川県：海軍詫間水上機基地、海軍観音寺飛行場
・愛媛県：海軍松山飛行場、海軍西条飛行場、大洲市の長浜地区、津和地島沖の第21号輸送艦
・高知県：海軍高知飛行場

### 近畿地方
・兵庫県：神戸市の市街地（1945年6月5日の空襲）、海軍鳴尾飛行場、川崎航空機明石工場（1945年1月19日の空襲）、川西航空機甲南製作所
・大阪府：大阪市の市街地（1945年6月1日の空襲）
・奈良県：王寺駅
・和歌山県：由良港の第30号海防艦、紀伊浦神駅

### 中部地方
・岐阜県：川崎航空機岐阜工場（1945年6月26日の空襲）、陸軍各務原飛行場、多治見駅
・愛知県：名古屋市の市街地（1945年5月14日の空襲）、海軍挙母飛行場、海軍岡崎飛行場、豊田市の現トヨタ自動車元町工場、刈谷市の現豊田自動織機刈谷工場
・静岡県：海軍藤枝飛行場
・福井県：敦賀港の日勝丸

### 関東地方
・茨城県：海軍筑波飛行場、海軍神ノ池飛行場、日立市の日立製作所海岸工場
・栃木県：小金井駅
・群馬県：八高線の北藤岡駅－群馬藤岡駅間を走行中の列車
・埼玉県：陸軍豊岡飛行場、陸軍高萩飛行場、陸軍児玉飛行場、陸軍予科士官学校、振武台陸軍病院
・千葉県：陸軍横芝飛行場
・東京都：陸軍成増飛行場

### 東北地方
・福島県：陸軍磐城飛行場、富岡駅

### 北海道地方
・北海道：函館港の「第7青函丸」、函館市の椴法華地区、恵山岬灯台、静内駅、小樽港内の艦船、根室港内の船舶、えりも港内の小型船舶等

### その他
・空戦：父島海軍航空隊所属の二式水戦、第203海軍航空隊所属の零戦、第343海軍航空隊所属の紫電改、第721海軍航空隊所属の一式陸攻、第752海軍航空隊所属の流星、第1022海軍航空隊所属の零式輸送機、明野教導飛行師団所属の五式戦等
・艦船：駆逐艦浜風、駆逐艦涼月、第37号駆潜艇、第58号駆潜艇、第17号輸送艦、第173号輸送艦、永安丸、江ノ浦丸等